# Mayotte
Maiote (em francês: Mayotte, nome também usado em português), oficialmente Departamento de Maiote, (em francês: Département de Mayotte) é um departamento ultramarino e coletividade territorial única da França, situado entre o oceano Índico e o canal de Moçambique, na porção mais oriental do arquipélago das Comores. Em uma perspectiva sociológica crítica, nos termos do colonialismo e do imperialismo, Maiote pode ser entendida como uma Colônia contemporânea da França – a exemplo de outros territórios invadidos por países europeus a partir do século XVI. Compreende a ilha principal de Maiote, propriamente dita, também conhecida por Mahoré ou Grande Terre, e duas ilhas bem menores: Pamanzi (ou Petite Terre) e Chissioi m'Zamboro. Maiote faz parte do arquipélago das Comores, localizado ao norte do canal de Moçambique, no oceano Índico, na costa do sudeste da África, entre o noroeste de Madagascar e o nordeste de Moçambique. Os outros vizinhos mais próximos de Maiote são Comores, a noroeste; Seicheles, a nordeste; Ilhas Gloriosas, dependentes das Terras Austrais e Antárticas Francesas, a nordeste. O status de coletividade territorial única da ilha foi outorgado em 2011, e a região permanece, por uma margem significativa, a mais pobre da França. O território é, no entanto, muito mais próspero do que os outros países do canal de Moçambique, tornando-se um importante destino para a imigração ilegal.
A área do departamento de Maiote é de 374 km² e, com sua população de 270 372 habitantes, de acordo com estimativas oficiais de janeiro de 2019, o departamento é muito densamente povoado, possuindo uma densidade de 723 hab/km². A maior cidade e a capital de Maiote é Mamudzu, localizada em Grande-Terre. No entanto, o Aeroporto Internacional Dzaoudzi-Pamandzi está localizado na ilha vizinha de Petite-Terre. O território também é conhecido como Maore, o nome nativo de sua ilha principal, especialmente pelos defensores de sua inclusão na União das Comores.
Embora, como departamento, Maiote seja agora parte integrante da França, a maioria dos habitantes não fala francês como primeira língua, mas a maioria das pessoas com 14 anos ou mais relatam no censo que podem falar francês (com níveis variáveis de fluência). A principal língua falada pela população é o shimaore, uma língua nativa intimamente relacionada com as variantes falados nas Comores. A segunda língua nativa mais falada é o bushi, uma língua malgaxe que também é falada em Madagascar. A grande maioria da população de Maiote é muçulmana, correspondendo a 97% da população, os restantes 3% seguem o cristianismo, na sua maioria sendo católicos.
O novo departamento enfrenta enormes problemas e desafios: em 2019, com um crescimento populacional anual de 3,8%, metade da população tem menos de 17 anos, o desemprego atinge 35% e 84% dos habitantes vivem abaixo da linha oficial da pobreza. Além disso, como resultado da imigração ilegal massiva das ilhas vizinhas, 48% da população são estrangeiros.

## Etimologia
O nome Maiote (Mayotte) vem do português "Mayotta", uma transcrição do suaíli "Maouti", que se diz ser modelado no árabe "Jazirat al Mawet" (جزيرة الموت) que significa "ilha da morte" (provavelmente por causa do recife de coral que cerca a ilha, que há muito tempo é um perigo mortal para os navios).  Em Shimaoré (um dialeto local derivado do suaíli), a ilha é chamada de "Maoré". É a ilha mais ao sul do arquipélago de Comores, "Jouzour al qamar" em árabe (جزرالقمر), que significa "Ilhas da Lua"; Esta etimologia popular é, no entanto, apócrifa, uma vez que o último nome vem do antigo nome árabe para Madagáscar, "Q(u)mr'" (جزر القمر).
Maiote é frequentemente referida como a "ilha do perfume" e "por que as flores perfumadas eram extensivamente cultivadas lá, especialmente o ilangue-ilangue, o símbolo da ilha. Devido à sua forma vista do céu, às vezes também é chamada de "ilha do cavalo-marinho", ou possivelmente  ilha da lagoa", de acordo com alguns folhetos publicitários, embora isso seja menos específico.

## História
A ilha foi inicialmente povoada por povos vindos da África Oriental. Foi descoberta por navegadores árabes (que levaram o Islã) do período Abássida, no século IX, e anexada, juntamente com Comores. Um sultanato denominado Maore foi estabelecido na ilha em 1500. Em 1503, os exploradores portugueses se tornaram os primeiros europeus a chegar a Maiote, que foi observada e nomeada (primeiramente por Espiritu Santu), mas não colonizada por Portugal. No século XIX, a ilha foi conquistada por Andriantsoly, ex-rei de Iboina, um estado tradicional que foi estabelecido onde hoje é Madagascar, e mais tarde pelas ilhas vizinhas Moéli e depois Anjuã, antes de serem compradas e anexadas pela França em 1841. A população de Maiote votou para permanecer politicamente uma parte da França no referendo de 1974 sobre a independência das Comores. O território tornou-se um departamento ultramarino em 31 de março de 2011 e tornou-se uma região ultraperiférica da União Europeia em 1 de janeiro de 2014, após um referendo realizado em 2009 com um resultado esmagador em favor do status de departamento.

## Geografia
O termo Maiote (ou Maore) pode se referir a todas as ilhas do departamento, das quais a maior é conhecida como Maore (em francês: Grande-Terre) e inclui as ilhas vizinhas de Maore, mais notavelmente Pamanzi (em francês: Petite-Terre), ou apenas para a maior ilha. Acredita-se que o nome venha de Mawuti, contração do árabe Jazīrat al-Mawt (جزيرة الموت) - que significa "ilha da morte" (talvez devido aos arrecifes perigosos que circundam a ilha) e corrompido para Mayotta em português, mais tarde transformado em francês. No entanto, o nome local é Mahore, e a etimologia árabe é duvidosa.[carece de fontes?]
A ilha principal, Grande-Terre (ou Maore), geologicamente a mais antiga do Arquipélago das Comores, tem 39 quilômetros de comprimento e 22 quilômetros de largura, e seu ponto mais alto é o Monte Benara, a 660 metros acima do nível do mar. Por causa das rochas vulcânicas, o solo é relativamente rico em algumas áreas. Um recife de corais que circunda grande parte da ilha garante proteção para os navios e um habitat para os peixes. Dzaoudzi foi a capital de Maiote (e antes a capital de todas as Comores coloniais) até 1977, quando a capital mudou-se para Mamudzu, na ilha principal de Grande-Terre. Está situada em Petite-Terre (ou Pamanzi), que tem 10 quilômetros quadrados e é a maior de várias ilhotas adjacentes a Maore. A área da lagoa atrás do recife é de aproximadamente 1 500 quilômetros quadrados (580 sq mi), atingindo uma profundidade máxima de cerca de 80 m. É descrito como "o maior complexo de barreira de lagos de recife no sudoeste do Oceano Índico".

### Clima
Maiote possui um clima tropical e marinho. Entre os meses de novembro e de maio, há uma estação quente, úmida e chuvosa, durante a monção do nordeste. Nesta época do ano, a ilha está sujeita a ciclones. Entre maio e novembro, há uma estação mais fria e mais seca.[carece de fontes?]

## Política
A política do departamento de Maiote ocorre em uma estrutura parlamentar representativa do governo local democrático francês, onde o presidente do Conselho Departamental é o chefe da assembleia local e de um sistema multipartidário. O poder executivo é exercido pelo governo francês. O território é representado na Assembleia Nacional Francesa por um deputado e no Senado da França por dois senadores.
Ao contrário das outras regiões e departamentos ultramarinos da França, Maiote possui uma única assembleia local, oficialmente chamada de Conselho Departamental (Conseil Départemental), que atua como conselho regional e departamental.
A situação do território mostrou-se incômoda para a França: embora a população local não quisesse, em grande medida, ser independente da França e se juntar às Comores, alguns governos de esquerda pós-coloniais expressaram críticas aos laços contínuos de Maiote com a França. Além disso, a peculiar administração local de Maiote, amplamente governada pela lei islâmica consuetudinária, haveria dificuldades em integrar o território às estruturas legais da França, além dos custos de levar os padrões de vida a níveis próximos aos da França Metropolitana. Por estas razões, as leis aprovadas pelo parlamento nacional tinham que declarar especificamente que se aplicavam a Maiote para que fossem aplicáveis.[carece de fontes?]
O status' de Maiote foi alterado em 2001, tornando-se muito próximo do status dos departamentos da França, com a designação particular de coletividade departamental. Essa mudança foi aprovada por 73% dos eleitores em um referendo. Após a reforma constitucional de 2003, tornou-se uma coletividade de ultramar, mantendo o título de "coletividade departamental" de Maiote.[carece de fontes?]
Maiote tornou-se um departamento ultramarino da França (département d'outre-mer, DOM) em 31 de março de 2011, após o resultado do referendo de março de 2009 realizado em Maiote, que foi aprovado por cerca de 95% dos eleitores — apesar da quase unanimidade das intenções de voto das organizações políticas locais em favor do "Sim", a participação foi marcada por uma forte abstenção (41,19%). De qualquer modo, o "Sim" ganhou com mais de 95,2% dos votos válidos, o que significa que a maioria dos eleitores (56%) votou em favor do "Sim". Na época, Maiote tornou-se o 101º departamento francês e o quinto departamento de ultramar, com Guadalupe, Guiana, Martinica e Reunião. Tornar-se um departamento ultramarino significa que o território adotou o mesmo sistema legal e social usado no resto da França. Isso exige o abandono de algumas leis consuetudinárias, a adoção do código civil francês padrão e a reforma dos sistemas judiciário, educacional, social e fiscal. Isso ocorre por um período de cerca de 20 anos. Desde 1 de janeiro de 2014, Maiote é uma região ultraperiférica da União Europeia.

## Subdivisões

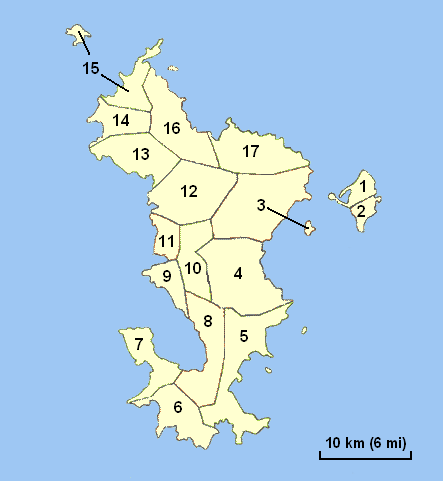
Comunas de Maiote

Atualmente, Maiote é dividido em 17 comunas. A cada comuna corresponde um cantão, exceto por Mamudzu onde há 3 cantões, o que dá um total de 19 cantões no território. Cada uma das 17 comunas é formada, geralmente, por mais de uma área urbana. Diferentemente de outras regiões francesas, Maiote não possui arrondissements.
1. Dzaoudzi
2. Pamandzi
3. Mamudzu
4. Dembeni
5. Bandrélé
6. Kani-Kéli
7. Bouéni
8. Chirongui
9. Sada
10. Ouangani
11. Chiconi
12. Tsingoni
13. M'Tsangamouji
14. Acoua
15. Mtsamboro
16. Bandraboua
17. Koungou

As comunas mais populosas são Mamudzu, Koungou e Dzaoudzi.

## Economia
A moeda oficial de Maiote é o euro.
Em 2017, o PIB do departamento de Maiote a taxas de câmbio do mercado foi de € 2,9 bilhões (US $ 3,3 bilhões). No mesmo ano, o PIB per capita de Maiote a taxas de câmbio de mercado, não em Paridade por Poder de Compra, foi de € 11 354 (US $ 12 820), que foi 16 vezes maior do que o PIB per capita das Comores naquele ano, mas apenas 49,5% do PIB per capita de Reunião e 33% do PIB per capita da França Metropolitana.
A agricultura local está ameaçada pela insegurança e, devido a uma força de trabalho mais cara, não pode competir no terreno de exportação com Madagascar ou com as Comores. O maior potencial econômico do território continua sendo o turismo, porém prejudicado pelas taxas de criminalidade.[carece de fontes?]

## Cultura
Aproximadamente 26% da população adulta, e cinco vezes mais mulheres do que homens, relatam entrar em estados de transe nos quais acreditam estar possuídos por certos espíritos identificáveis (gênios) que mantêm identidades estáveis e coerentes de uma possessão para a outra.

### Esportes
Maiote compete nos Jogos das Ilhas do Oceano Índico. O futebol é popular, com times do território jogando na Copa da França.